# Ла-Эсперанса (Тенерифе)
Ла-Эсперанса (исп. La Esperanza) — город-курорт на острове Тенерифе (Канарские острова).

## Название
Ла Эсперанса означает «надежда». Солдаты, боясь проиграть в битве Асентехо, испытывали чувство надежды[неоднозначно].

## Расположение
Находится на высоте 879 м над уровнем моря.

## Учреждения
Штаб-квартира полиции, учебные заведения и детская школа Ла-Эсперанса, медицинский кабинет, церковь и другие предприятия.

## Население
В 2000 году проживало 3314 чел. Потом оно повысилось — 4096 чел. В настоящее время проживает 3480 чел.

## Транспорт
Доступ к городу осуществляется по шоссе TF-24.

### Общественный транспорт
- Такси на улице Педро Хуана Гарсиа Эрнандеса
- Автобус

## Достопримечательности
- Парк Боске-дель-Аделантадо